# Хогендорп, Гейсберт Карел ван
Граф Гейсберт Карел ван Хогендорп (нидерл. Gijsbert Karel van Hogendorp; 1762—1834) — голландский судья, дипломат и государственный деятель.

## Биография
Гейсберт Карел ван Хогендорп родился 27 октября 1762 года в городе Роттердаме.

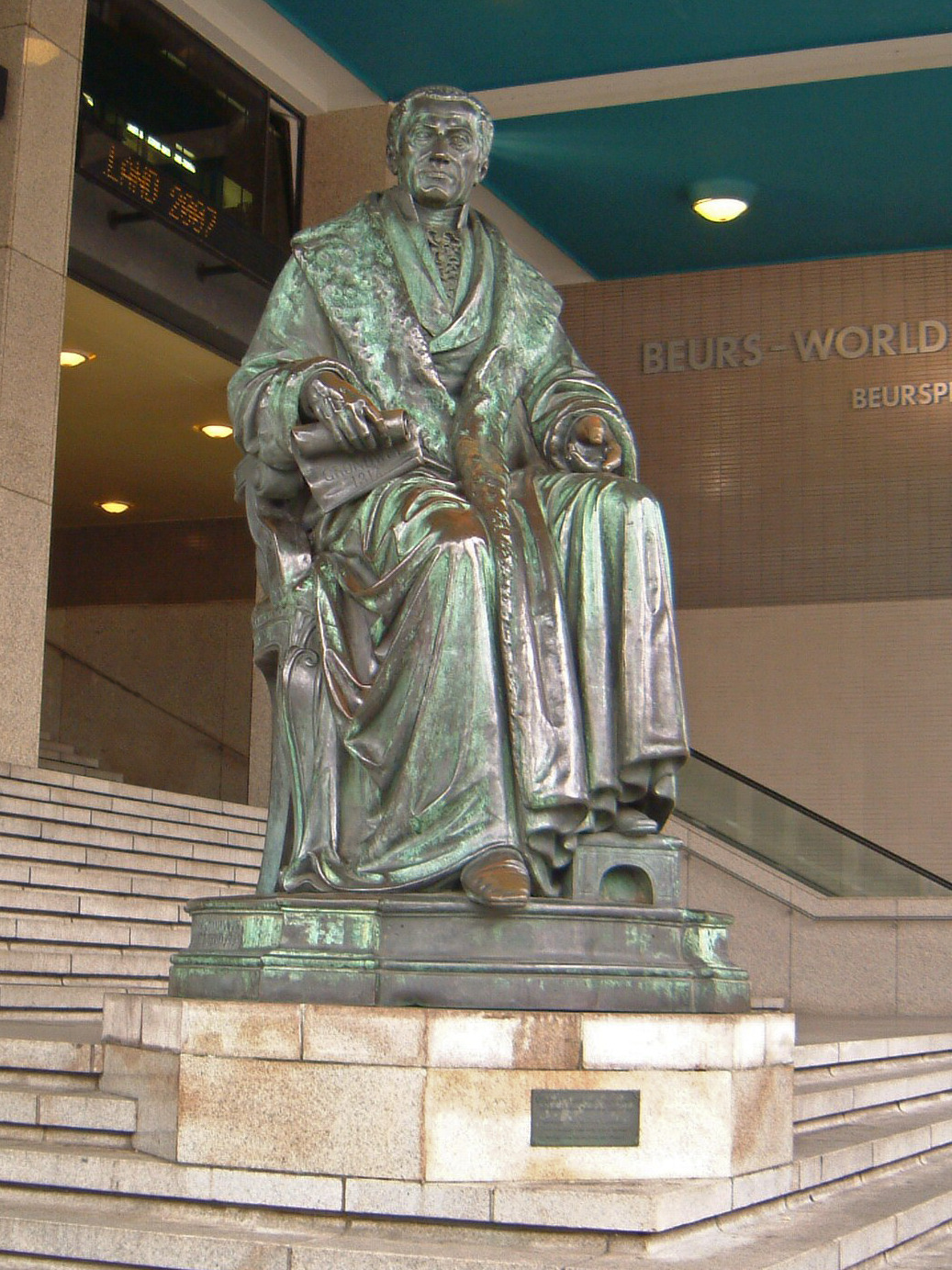
Памятник ван Хогендорпу

В 1773 году, когда его родители переехали в Ост-Индию, где его отец был назначен губернатором Явы, Хогендорп вместе со своим братом Дирком (будущим послом Нидерландов в Санкт-Петербурге) был отправлен на обучение в Берлинский кадетский корпус.
Способствовал в 1813 году освобождению Голландии от французов; принимал деятельное участие в составлении основных законов нового Нидерландского королевства.
После образования Нидерландского королевства занимал пост министра иностранных дел и был вице-президентом государственного совета; позже перешел в оппозицию и отказался от своего места в верхней палате, потому что заседания последней не были публичными.
Написал множество трудов по государственному праву и истории Голландии; среди его публикаций наиболее известны: «Beiträge zur Staatshaushaltung des Königreichs der Niederlande» (1854—1856) и «La séparation de la Hollande et de la Belgique» (1830).
Граф Гейсберт Карел ван Хогендорп умер 5 августа 1834 года в городе Гааге.
В родном городе Хогендорпа ему был установлен памятник.